# Hemigaleidae
La famiglia Hemigaleidae Compagno, L.J.V., , 1984 appartiene all'ordine dei Carcharhiniformes.

## Etimologia
Il nome deriva dal Greco hemi (metà) + galeos (pesce spada).

## Areale
Sono stati rinvenuti esemplari dalla parte orientale dell'Oceano Atlantico fino a quella continentale degli Oceani Pacifico ed Indiano. Vivono in acque costiere poco profonde fino ad una profondità massima di 100 metri.

## Aspetto
La maggior parte delle specie è di piccole dimensioni e non supera la lunghezza di 1,4 metri, con l'eccezione dell'Hemipristis elongatus che può raggiungere i 2,4 metri. Sono caratterizzati da occhi ovali orientati orizzontalmente, un piccolo sfiatatoio ed una fossetta precaudale. Sono dotati di due pinne dorsali, la prima delle quali è posizionata proprio davanti a quella pelvica. La pinna caudale presenta un lobo ventrale molto sviluppato ed il bordo di quello dorsale è caratterizzato da ondulazioni.

## Comportamento
Non ci sono casi registrati in cui abbiano attaccato l'uomo.

## Alimentazione
Si nutrono di piccoli pesci ossei e di invertebrati: almeno due specie si nutrono esclusivamente di cefalopodi.

## Tassonomia
Si conoscono 8 specie di questa famiglia, divise in 4 generi. Inoltre il genere Hemipristis è posto nella sottofamiglia Hemipristinae, gli altri tre nella sottofamiglia Hemigaleinae.

### Chaenogaleus
Il genere consiste di una sola specie, caratterizzata da denti lunghi ed uncinati sulla mascella inferiore, e non presenta spazi privi di denti nelle zone tra le due mascelle. Le fessure branchiali sono molto lunghe, il muso è a forma di cuneo e le pinne non sono falciformi. Una specie fossile nota è il Chaenogaleus affinis.
- Chaenogaleus macrostoma Bleeker, 1852

### Hemigaleus
Caratteristiche di questo genere sono il muso arrotondato e piccole fessure branchiali. La bocca è corta e disposta ad arco ampio. I denti hanno delle cuspidi minuscole, ed anche in questo caso non ci sono spazi vuoti tra un filare mandibolare e l'altro. Le pinne dorsali e pelviche ed il lobo inferiore di quella caudale sono fortemente falciformi. In passato questo genere ha raggruppato 9 specie, che sono state in seguito spostate in altri generi. Il nome Neogaleus Whitley, 1931 è un sinonimo che indica il genere.
- Hemigaleus australiensis White, Last & Compagno, L.J.V., 2005
- Hemigaleus microstoma Bleeker, 1852

### Hemipristis
Tra le specie oggi esistenti, soltanto una appartiene a questo genere. Si distingue per il muso arrotondato e le fessure branchiali molto allungate. La bocca è lunga e, come visto in precedenza, la dentatura è continua. Inoltre l'arcata inferiore dei denti presenta cuspidi lunghe ed appuntite che fuoriescono quando la bocca è chiusa. Le pinne sono fortemente falciformi. Sinonimi di Hemipristis sono Dirrhizodon Kunzinger, 1871 ed Heterogaleus Gohar & Mazhar, 1964. Si conoscono diverse specie fossili, tra cui l'Hemipristis curvatus e l'Hemipristis serra. Nel periodo Cenozoico gli Hemipristis hanno colonizzato tutto il Pianeta.
- Hemipristis elongatus Klunzinger, 1871

### Paragaleus
Il muso può essere arrotondato o leggermente appuntito, le fessure branchiali sono corte, e la bocca è ampiamente arcuata. La mascella superiore presenta lunghe cuspidi e la dentatura è continua. Le pinne dorsali e pelviche ed il lobo inferiore di quella caudale non sono falciformi. Le specie fossili conosciute sono il Paragaleus pulchellus ed il Paragaleus antunesi.
- Paragaleus leucolomatus Compagno, L.J.V. & Smale, 1985
- Paragaleus pectoralis Garman, 1906
- Paragaleus randalli Compagno, L.J.V., Krupp & Carpenter, 1996
- Paragaleus tengi Chen, 1963